# Basileuterus
Basileuterus je rod u porodici ptica Parulidae. Rasprostranjen je u Središnjoj i Južnoj Americi. Smatra se da je podrijetlom iz sjevernih područja Središnje Amerike i da je kolonizirao Južnu Ameriku prije spajanja dva kontinenta.           

## Vrste
- Basileuterus belli
- Basileuterus bivittatus
- Basileuterus chrysogaster
- Basileuterus cinereicollis
- Basileuterus conspicillatus
- Basileuterus coronatus
- Basileuterus culicivorus
- Basileuterus flaveolus
- Basileuterus fraseri
- Basileuterus griseiceps
- Basileuterus hypoleucus
- Basileuterus ignotus
- Basileuterus leucoblepharus
- Basileuterus leucophrys
- Basileuterus luteoviridis
- Basileuterus melanogenys
- Basileuterus nigrocristatus
- Basileuterus rufifrons
- Basileuterus signatus
- Basileuterus trifasciatus
- Basileuterus tristriatus

## Vanjske poveznice
- Basileuterus
- Arhivirana inačica izvorne stranice od 19. listopada 2004. (Wayback Machine)